# Палавела
не путать с Паласпорт Олимпико
«Палавела» (ранее Палаццо делле Мостре и Палаццо а Вела) — крытое спортивное сооружение в Турине, используемое для соревнований по фигурному катанию и шорт-треку. Дизайнером арены является итальянский инженер Франко Леви, архитекторы — Аннибаль и Джорджио Риготти. Диаметр арены — 130 метров, высота — 239 м. Размер площадки — 30×60 м. Арена была построена для всемирной выставки «Италия '61», а в 2003 году, после ремонта, стала ледовым дворцом. В «Палавеле» проходили соревнования XX Зимних Олимпийских игр в Турине, Универсиады и чемпионата мира по фигурному катанию 2010. Арена принимала матчи чемпионата Европы по волейболу среди мужчин 2015.

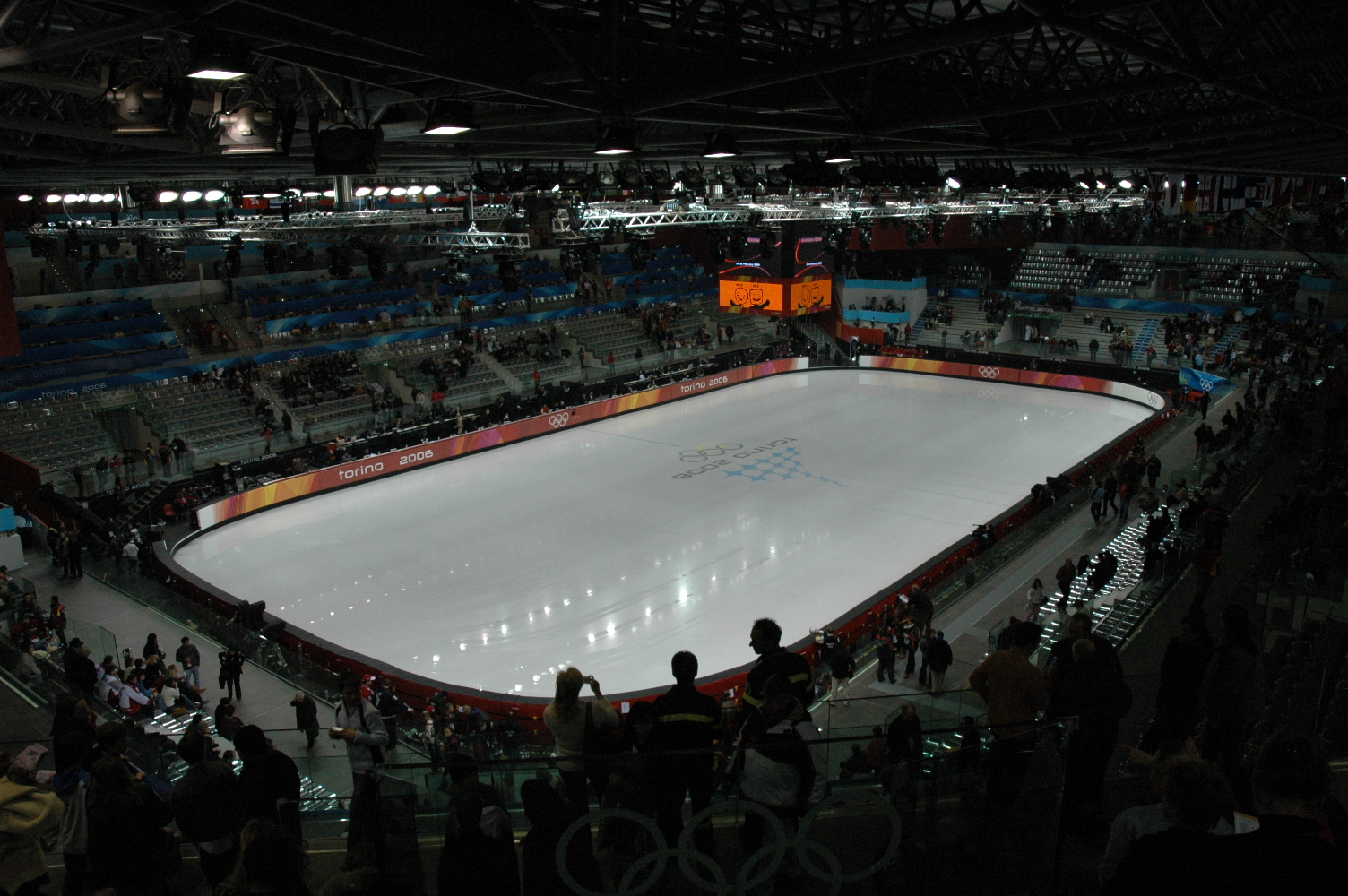
Во время Олимпиады 2006

Общая стоимость ремонта — 55 миллионов евро.
«Палавела» попал в кадр фильма 1969 года «Ограбление по-итальянски».

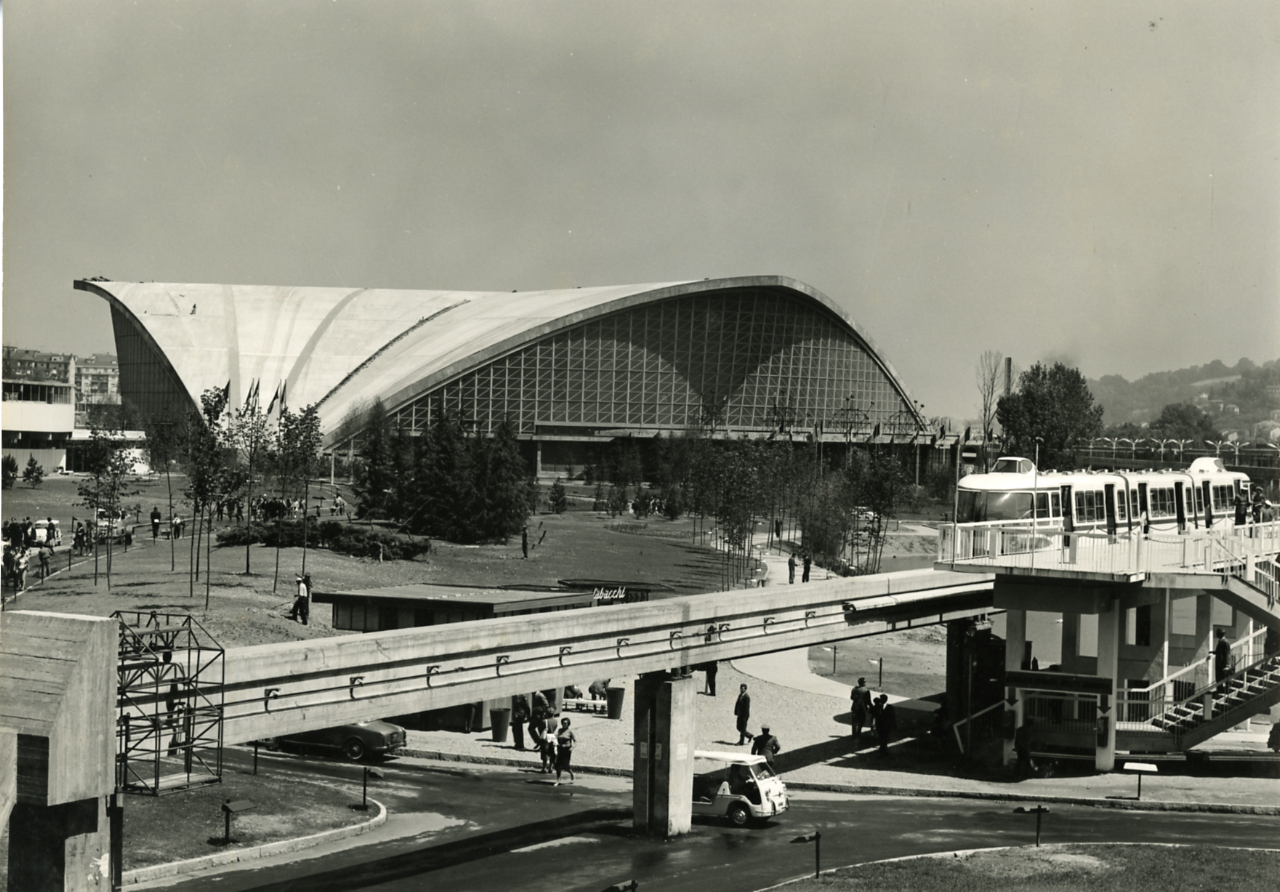
Обзор области справедливой Италия '61 с Palavela. Фотографии Paolo Monti, 1961
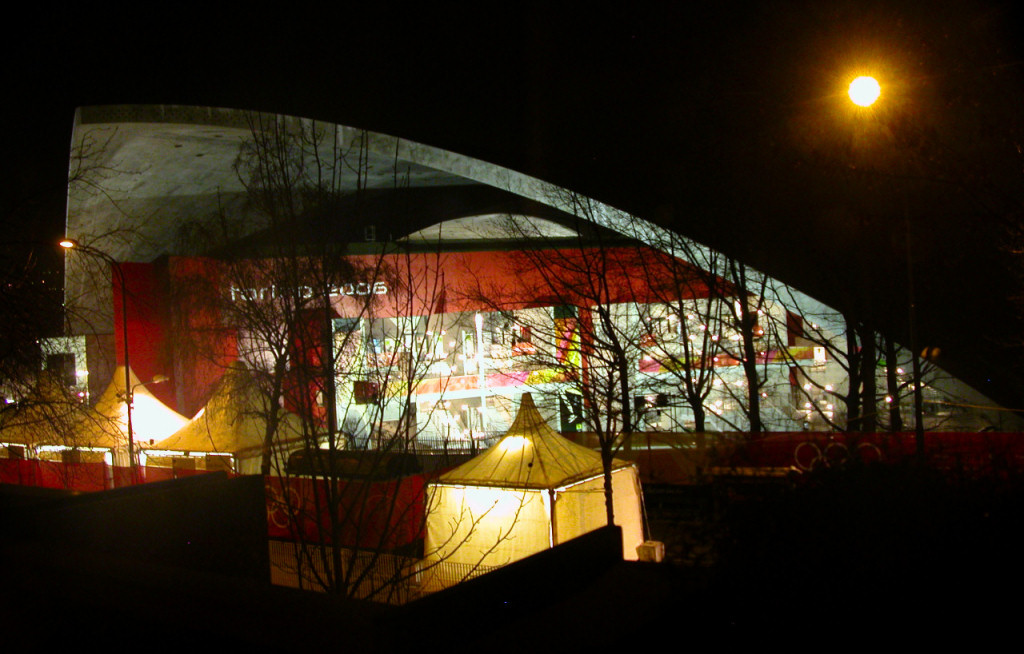